# Bog (Jamajka)
Bog jest wsią na Jamajce, którą w 2009 roku zamieszkiwało 13 889 ludzi.